# Ruslan Iwanowitsch Magal
Ruslan Iwanowitsch Magal (russisch Руслан Иванович Магаль; * 24. September 1991 in Woronesch) ist ein russischer Fußballspieler.

## Karriere
Magal spielte 2009 für die Reserve des Drittligisten FK FSA Woronesch. Im Juli 2009 schloss er sich Magnit Schelesnogorsk an. In weiterer Folge spielte er für diverse Amateurklubs in den Spielstufen vier und fünf, ehe er zur Saison 2013/14 zu Wybor-Kurbatowo Woronesch wechselte. Mit dem Viertligisten stieg er zu Saisonende in die Perwenstwo PFL auf. In der dritten Liga kam er bis zur Winterpause zu 13 Einsätzen für Wybor-Kurbatowo.
In der Winterpause zog er zum ebenfalls drittklassigen FK Sotschi 2013 weiter, für den er bis Saisonende zehnmal spielte. Zur Saison 2015/16 wechselte Magal zum Zweitligisten FK Sibir Nowosibirsk. Dort gab er im Juli 2015 sein Debüt in der Perwenstwo FNL. In seiner ersten Zweitligasaison kam der Außenverteidiger zu 29 Einsätzen. In der Saison 2016/17 spielte er 33 Mal in der FNL. Nach weiteren 22 Einsätzen bis zur Winterpause 2017/18 schloss er sich im Januar 2018 dem Ligakonkurrenten Baltika Kaliningrad an. Für Baltika machte er bis Saisonende neun Partien. In der Saison 2018/19 absolvierte er 34 Zweitligaspiele.
Zur Saison 2019/20 wechselte Magal weiter innerhalb der Liga zu Torpedo Moskau. Für den Hauptstadtklub kam er bis zum COVID-bedingten Saisonabbruch zu 25 Zweitligaeinsätzen. In der Saison 2020/21 absolvierte der Verteidiger 38 Partien in der FNL. Zur Saison 2021/22 schloss er sich dem Ligakonkurrenten FK Fakel Woronesch an. Für Fakel machte er 35 Zweitligaspiele, ehe er mit dem Klub zu Saisonende in die Premjer-Liga aufstieg. Im Juli 2022 gab er dann gegen den FK Krasnodar 30-jährig sein Debüt im Oberhaus. Bis Saisonende kam er zu 25 Einsätzen in der Premjer-Liga. In der Saison 2023/24 absolvierte er 26 Spiele.
Zur Saison 2024/25 wechselte Magal zu Zweitligist FK Sotschi.